# 함안 문암산성
함안 문암산성(咸安 門巖山城)은 대한민국 경상남도 함안군 산인면에 있는 산성이다. 1997년 12월 31일 경상남도의 기념물 제182호로 지정되었다.

## 개요
경상남도 함안군에 있는 이 산성은 해발 197m의 자구산 장원봉과 북서쪽으로 이어진 해발 167m의 산 정상에 각각 남아 있는데, 문암 큰 성과 작은 성으로 부른다. 전체 둘레는 1100m 이고 동남쪽의 일부를 제외하고는 모두 양호한 상태로 남아 있으며, 성 폭은 대개 3m 정도로 추정한다.
큰 성은 장원봉의 8부능선 부분에 거의 둥근모양의 타원형으로 돌아가며 쌓았고, 성벽은 바깥을 돌로 쌓고 안쪽은 흙과 잡석으로 밋밋하게 만들었다.

## 참고 자료
- 함안 문암산성 - 국가유산청 국가유산포털